# Јан Фабре
Јан Фабре (Антверпен, 14. децембар 1958) белгијски је мултимедијални уметник, позоришни редитељ, драматург, кореограф и сценограф.

## Биографија
Студирао је на Општинском институту за декоративне уметности и Краљевској академији примењених уметности у Антверпену. Његови радови укључују спаљивање новца и писање речи "новац" пепелом, скулптуре које приказују мозгове са религиозном иконографијом и цртеже насликане хемијском оловком.
Због својих уметничких дела и перформанса Фабреа често називају контроверзним аутором. Велику пажњу јавности привукао је снимањем мачака које су биле бацане у ваздух испред степеница градске скупштине у Антверпену 2002. Активисти за заштиту животиња били су ужаснути и уметник је доживео више физичких напада. Његови радови налазе се у колекцијама реномираних светских музеја.